# 象山王氏家族墓地
象山王氏家族墓地是东晋世族琅邪王氏、尚书右仆射王彬的家族墓地，位于今江苏省南京市鼓楼区幕府山西南，为第六批全国重点文物保护单位。自1960年代起，南京市文物保管委员会、南京市博物馆先后此在发掘了11座墓葬，占地超过5万平方米。
该墓地11座墓葬的墓主分别为：
- 1号墓：王兴之（王彬子）、宋和之夫妇
- 2号墓：？
- 3号墓：王丹虎（王彬女）
- 4号墓：？
- 5号墓：王闽之（王彬孙、王兴之子）
- 6号墓：夏金虎（王彬继室）
- 7号墓：王廙（王彬兄）？[3]
- 8号墓：王仚之（王彬子）、曹季姜夫妇
- 9号墓：王建之（王彬孙、王彭之子）、刘媚子夫妇
- 10号墓：？
- 11号墓：王康之（王彬孙、王彪之子）、何法登夫妇

据出土的墓志记载，王彬墓应位于王兴之夫妇墓（1号墓）与王丹虎墓（3号墓）之间，但至今仍未发现，可能已遭到毁坏。另外，7号墓虽没有留下墓主姓名，但根据其规模比其他墓更大、随葬品也更丰富等信息推断，此墓的主人可能为王彬之兄、荆州刺史王廙。
此外，1965年1号墓王兴之墓志的出土使得郭沫若对王羲之《兰亭序》的真伪产生了怀疑，进而引发了一场关于《兰亭序》真伪的大论辨。